# Bernhard Siebken
Bernhard Siebken (* 5. April 1910 in Pinneberg; † 20. Januar 1949 in Hameln) war ein deutscher SS-Führer.

## Leben

### Jugend und Ausbildung
Nach dem Schulbesuch verdiente Siebken seinen Lebensunterhalt als Fahr- und Reitlehrer. 1931 trat er in die SS (Mitgliedsnummer 44.894) und in die NSDAP (Mitgliedsnummer 558.752) ein.

### Zeit des Nationalsozialismus
Wenige Wochen nach der nationalsozialistischen „Machtergreifung“ vom Januar 1933 wurde Siebken im März 1933 der Leibstandarte SS Adolf Hitler (LSSAH) zugeteilt, in der er bis zum Ausbruch des Zweiten Weltkriegs eine kontinuierliche Karriere als SS-Führer durchlief: In den Jahren bis zum Krieg wurde Siebken nacheinander zum Untersturmführer (2. Mai 1934), Obersturmführer (4. Juli 1934) und Hauptsturmführer (12. September 1937) befördert.
Am 1. September 1939 wurde Siebken zum Chef der leichten Infanteriekolonne der Leibstandarte SS Adolf Hitler ernannt, mit der er am Überfall auf Polen teilnahm. Nach dem deutschen Überfall auf die Sowjetunion im Juni 1941 kommandierte Siebken bis zum 22. Oktober 1942 die Nachschubtruppen der Leibstandarte SS Adolf Hitler. 1944 kommandierte er das 2. Bataillon des SS-Panzergrenadierregiments 26 (Hitlerjugend) später das SS-Panzergrenadierregiment 25. Am 21. Juni 1944 wurde er zum SS-Obersturmbannführer ernannt.
Am 9. Juni 1944 soll Siebken dem SS-Untersturmführer Dietrich Schnabel in Le Mesnil Patry in der Normandie den Befehl erteilt haben, drei kurz nach der alliierten Invasion in deutsche Gefangenschaft geratene, verletzte kanadische Armeeangehörige in der Nähe von Caen erschießen zu lassen. Spätere Untersuchungen kamen zu widersprüchlichen Angaben darüber, wer den Befehl zu den Erschießungen gegeben hatte und inwiefern Siebken nur eine allgemeine Verantwortung als Abschnittsbefehlshaber getragen habe oder die Erschießung eine Vergeltungsmaßnahme für vergleichbare Fälle auf alliierter Weise während des Kampfgeschehens in der Normandie dargestellt habe: Die präziseste Rekonstruktion der Ereignisse kam zu dem Ergebnis, dass nicht Siebken, sondern Siebkens Vorgesetzter Wilhelm Mohnke – der zu dieser Zeit nachweislich zahlreiche weitere ähnliche Erschießungen durchführen ließ – den Befehl zur Exekution der drei Kanadier an Schnabel während einer Abwesenheit Siebkens weitergegeben habe und dass Siebken sich zuvor sogar der Anweisung Mohnkes, die Gefangenen zu erschießen, mehrfach widersetzt habe. Mohnke soll seinen Befehl an Schnabel zudem mit vorgehaltener Waffe unterstrichen haben, nachdem ähnliche Befehle am Vortag unausgeführt geblieben waren.
Im Oktober 1944 wurde Siebken mit der Leitung des SS-Panzergrenadier-Ausbildungs- und Ersatz-Bataillons 12 beauftragt.
Im Frühling 1945 wurde Siebken als Nachfolger von Ritterkreuzträger Rudolf Sandig (1911–1994) zum Kommandeur des 2. SS-Panzergrenadier-Regiments ernannt und am 17. April 1945 mit dem Ritterkreuz des Eisernen Kreuzes ausgezeichnet.

### Kriegsgefangenschaft und Hinrichtung
Bei Kriegsende geriet Siebken in alliierte Kriegsgefangenschaft und kam in ein Gefangenenlager. Da er im Zusammenhang mit der Erschießung der kanadischen Gefangenen im Sommer 1944 auf eine britische Fahndungsliste potentieller Kriegsverbrecher geraten war, wurde er dort schließlich aufgespürt und im Sommer 1948 zusammen mit Schnabel und drei weiteren SS-Angehörigen wegen der Erschießungen in Le Mesnil Patry vom Sommer 1944 vor einem britischen Militärgericht im Curiohaus Hamburg als Kriegsverbrecher angeklagt.
Am 9. November 1948 wurden Siebken und Schnabel für schuldig befunden und am 20. Januar 1949 im Zuchthaus Hameln durch Hängen hingerichtet. Das Todesurteil und seine Vollstreckung waren seinerzeit umstritten: So wandte sich unter anderem der britische Kriegsberichterstatter Basil Liddell Hart gegen das Urteil.

## Beförderungen
- 2. Mai 1934: SS-Untersturmführer
- 4. Juli 1934: SS-Obersturmführer
- 12. September 1937: SS-Hauptsturmführer
- 21. Juni 1944: SS-Obersturmbannführer